# Alcsútdoboz, Fejér
Alcsútdoboz  este un sat în districtul Bicske, județul Fejér, Ungaria, având o populație de 1.417 locuitori (2011). 

## Demografie
Componența etnică a satului Alcsútdoboz
     Maghiari (97,67%)
     Germani (1,33%)
     Necunoscut (0,33%)
     Alții (0,67%)
Componența confesională a satului Alcsútdoboz
     Romano-catolici (27,59%)
     Reformați (25,41%)
     Fără religie (14,33%)
     Necunoscută (30,84%)
     Alte religii (2,96%)
Conform recensământului din 2011, satul Alcsútdoboz avea 1.417 locuitori. Din punct de vedere etnic, majoritatea locuitorilor (97,67%) erau maghiari, cu o minoritate de germani (1,33%). Apartenența etnică nu este cunoscută în cazul a 0,33% din locuitori. Nu există o religie majoritară, locuitorii fiind romano-catolici (27,59%), reformați (25,41%) și persoane fără religie (14,33%). Pentru 30,84% din locuitori nu este cunoscută apartenența confesională.